# Jackie Goldberg

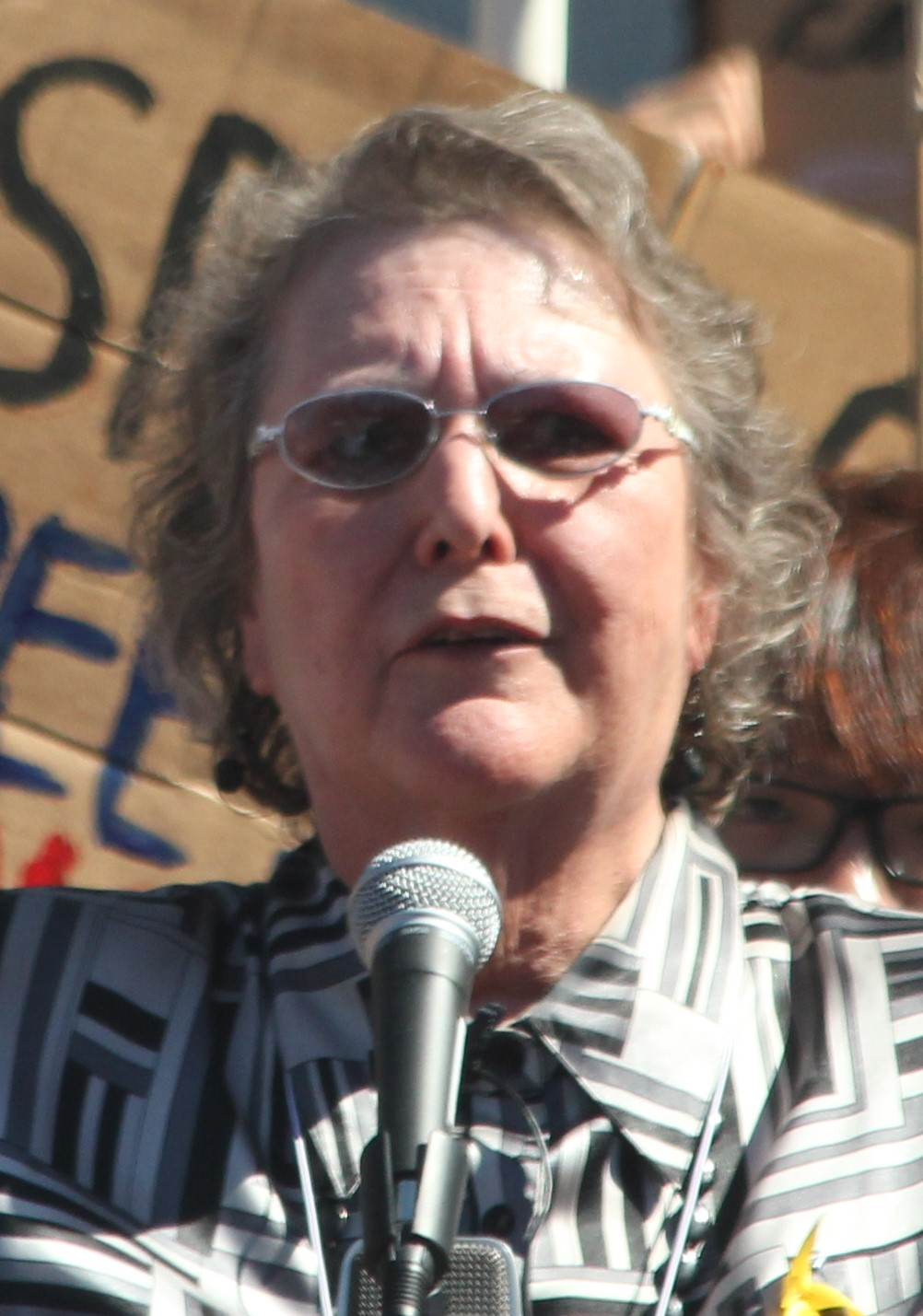
Jackie Goldberg

Jackie Goldberg (* 18. November 1944) ist eine US-amerikanische Politikerin der Demokratischen Partei.
Jackie Goldberg studierte Pädagogik an der University of California in Berkeley und arbeitete als Lehrerin. Von 1994 bis 2000 saß sie im Stadtrat von Los Angeles. Goldberg war von 4. Dezember 2000 bis 4. Dezember 2006 als Nachfolgerin von Antonio Villaraigosa Abgeordnete in der California State Assembly. Sie wurde zweimal wiedergewählt, konnte aber aufgrund einer Amtszeitbeschränkung kein viertes Mal kandidieren; ihr folgte mit Kevin de León erneut ein Demokrat. Goldberg ist seit 2008 mit Sharon Stricker verheiratet und lebt mit ihr in Los Angeles.